# Bernard Ormanowski
Bernard Paweł Ormanowski (ur. 10 listopada 1907 w Lipinkach, zm. 7 grudnia 1984 w Bydgoszczy) – polski wioślarz, medalista olimpijski.
Był zawodnikiem Bydgoskiego Towarzystwa Wioślarskiego. Podczas olimpiady w Amsterdamie 1928 zdobył brązowy medal w czwórce ze sternikiem (wraz z Franciszkiem Bronikowskiem, Leonem Birkholzem, Edmundem Jankowskim i sternikiem Bolesławem Drewkiem).
Uczestniczył w Mistrzostwach Europy w Budapeszcie w 1933 w wyścigach ósemek, gdzie polska osada odpadła w półfinale. Cztery razy był mistrzem Polski: w 1932 w czwórce bez sternika oraz w 1933, 1934 i 1935 w ósemce. Także cztery razy był wicemistrzem: w 1928 w czwórce ze sternikiem i ósemce, w 1931 w czwórce bez sternika i w 1932 w ósemce.
Po zakończeniu kariery w 1945 był trenerem. Odznaczony został odznaką „Zasłużony dla Wioślarstwa” w 1982.